# Lisok, Iavoriv
Lisok (în ucraineană Лісок) este un sat în comuna Cernîleava din raionul Iavoriv, regiunea Liov, Ucraina.

## Demografie
Componența lingvistică a localității Lisok
     Ucraineană (100%)
Conform recensământului din 2001, toată populația localității Lisok era vorbitoare de ucraineană (100%).